# Manuel Quezon
Manuel Luis Quezon y Molina (18. srpna 1878 – 1. srpna 1944) byl první prezident Filipínského společenství a druhý prezident Filipín.
V roce 1935 byla tato funkce obnovena a byl jím zvolen. Prvním prezidentem byl Emilio Aguinaldo. Mimo jiné byl členem americké sněmovny reprezentantů jako zástupce Filipín. Dále je na Filipínách znám jako „Otec národního jazyka“.

## Druhá Světová válka
Quezon musel po obsazení Filipín utéct do amerického exilu, odkud řídil pravicový odboj na Filipínách. Mezi tím byla na Filipínách založena Filipínská druhá republika, která byla loutkový stát Japonska. Prezidentskou funkci v ní zastával José P. Laurel. Na Filipíny se Quezon již nevrátil, neboť zemřel v USA na tuberkulózu.
Do konce války byl pohřben na Arlingtonském národním hřbitově. Poté byly jeho pozůstatky přemístěny do Manily.

## Jména
Po Quezonovi je pojmenováno Quezon City – největší filipínské město a Quezonův most. Dále Quezonova univerzita, provincie a bezpočet filipínských škol, obcí a ulic.